# Krumping
O KRUMPING, conhecido inicialmente como Clown Dancing ou Clowning (a dança do palhaço), que mais tarde se torna um estilo de Krump, o Krump Clown, é marcado por movimentos de estilo livre e expressivos e o uso de pinturas faciais. 

## Origem
A palavra "krump" veio da letra de uma música de 1990. Às vezes, é escrito como K.R.U.M.P., que é um acrônimo para Kingdom Radically Uplifted Mighty Praise, apresentando o krumping como uma forma de arte baseada na fé.
Seu primeiro representante foi Thomas Johnson, que ficou conhecido como Tommy The Clown (em tradução livre: Tommy, O Palhaço). O estilo se originou em 1992, mais precisamente no bairro de South Central em Los Angeles na Califórnia, numa época em que muitos motins ocorriam nas ruas e também uma onda de violência atacava a cidade. A partir daí, Tommy utilizava a dança para animar festas de aniversário. Logo começou a ter fãs que o seguiam e rapidamente o movimento se espalhou por toda a Califórnia. O estilo tornou-se amplamente conhecido com o lançamento do documentário Rize, de autoria do fotógrafo David LaChapelle, em 2005. E sem contar na expansão do estilo Buck Style, criado por Ceasare La Ron Willis, que se auto denomina Tight Eyez, que aprimorou e modificou os movimentos de Tommy the Clown, formando assim o novo estilo.
O Krump geralmente é apresentado em competições. Sua característica é ser não-violento, apesar de rápido e de incluir contato físico entre os dançarinos em movimentos agressivos que lembram uma luta real. Além disso, é uma dança tolerante, onde homens, mulheres, obesos e crianças são aceitos igualmente.